# Wojciech Wiącek
Wojciech Wiącek (28. listopadu 1869 Machów – 19. srpna 1944) byl rakouský politik polské národnosti z Haliče, na počátku 20. století poslanec Říšské rady, v meziválečném období senátor Polského senátu.

## Biografie

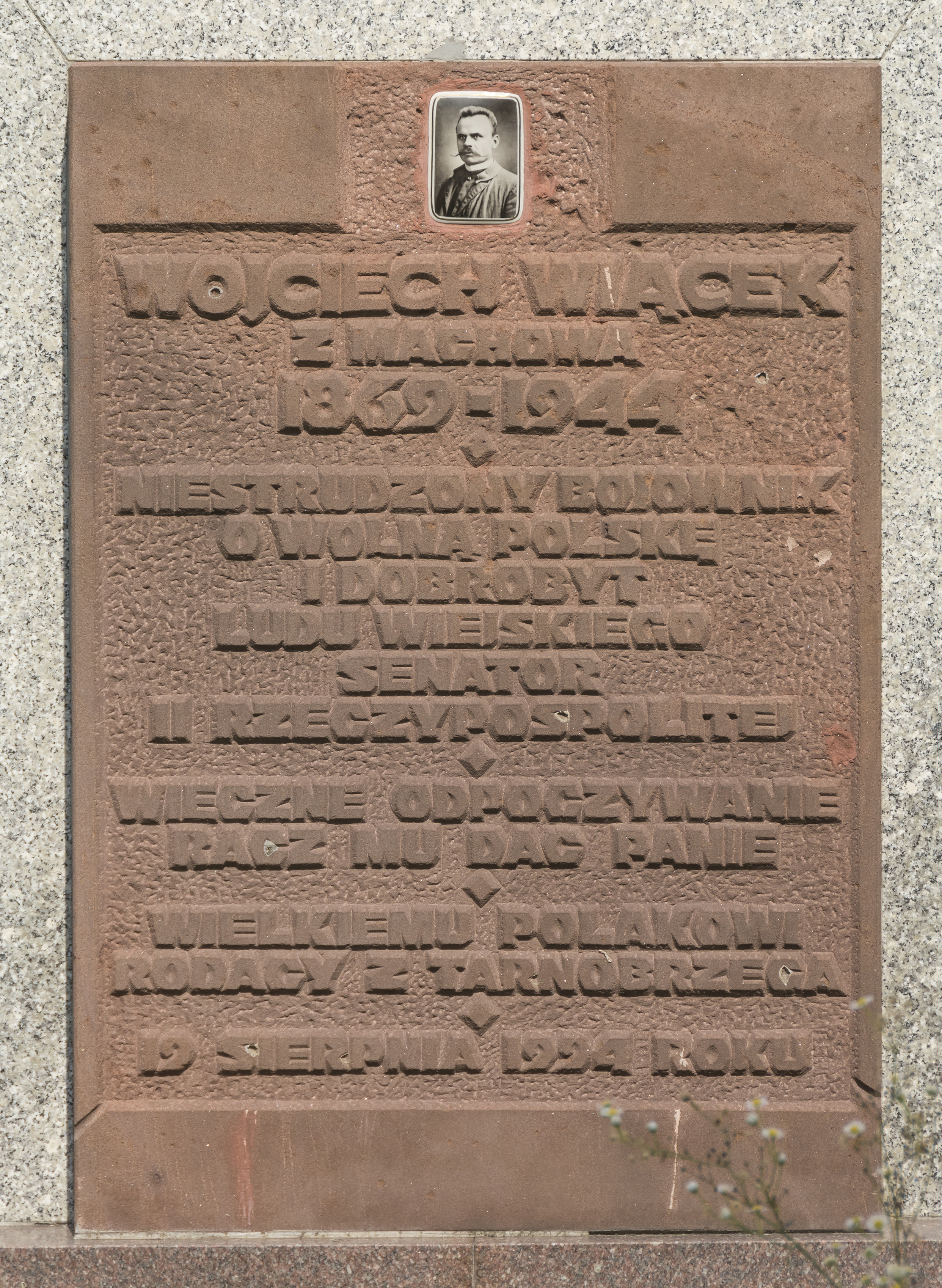
Pamětní deska na budově muzea v Tarnobrzegu.

Pocházel ze zemědělské rodiny. V době svého parlamentního působení je uváděn jako zemědělec v Machówě.
Působil také coby poslanec Říšské rady (celostátního parlamentu Předlitavska), kam usedl ve volbách do Říšské rady roku 1907, konaných poprvé podle všeobecného a rovného volebního práva. Byl zvolen za obvod Halič 45.
V roce 1907 byl uváděn jako člen Národně demokratické strany, která byla ideologicky napojena na politický směr Endecja. Po volbách roku 1907 byl na Říšské radě členem poslaneckého Polského klubu.
Od roku 1922 do roku 1927 byl členem Polského senátu.